# Kőalja
Kőalja (Subpiatră), település Romániában, a Partiumban, Bihar megyében.

## Fekvése
A Réz-hegység alatt, a nagyvárad–kolozsvári vasútvonal közelében, Élesdtől délnyugatra fekvő település.

## Története
Kőalja nevét 1552-ben említette először oklevél Kwallya néven. 1561-ben Kewallya, 1692-ben Kő-Alya, 1808-ban Kőallya, Szuptpiátra, 1913-ban Kőalja néven írták.
A 15. században a Czibak család birtoka volt. 1563-ban a Czibakok kihalta után a Mágócsy, majd a sövényházi Móricz családra szállt. Az 1800-as évek első felében a Beöthy családé, a 20. század elején pedig Zathureczky István volt itt a nagyobb birtokos. Hegyeiben nagyarányú mészégetés folyt.
1851-ben Fényes Elek írta a településről: „Kőalja, románul Subtyátra. Lakja 332 óhitü, anyatemplommal. Határa 3120 hold, ... Van két patakja, mészhegye, mellyből mész égettetik... Birja Beöthy Zsigmond.”
1910-ben 432 lakosából 298 magyar, 133 román volt. Ebből 424 görögkeleti ortodox volt. A trianoni békeszerződés előtt Bihar vármegye Élesdi járásához tartozott.
Ortodox fatemplomát az Élesd melletti Szent Illés-kolostorba költöztették át.